# Desvinculação de Receitas da União
Desvinculação das Receitas da União (DRU) é um dispositivo do governo federal brasileiro para desvincular um percentual da receita tributária para que ele possa ser usado livremente. Desde a emenda constitucional (PEC) 87/2015, o percentual é 30%.

## História da Desvinculação
Até o ano de 1994, o governo podia ter mais controle sobre seus gastos com muito mais facilidade do que atualmente. Conseguia-se isso porque a inflação corroia o valor real das despesas do governo que muitas vezes não eram reajustadas na mesma magnitude.[carece de fontes?]
Após o aumento dos juros, o controle se mostrou mais difícil. Para amenizar o problema, em 1994 foi aprovado o Fundo Social de Emergência (FSE) e em 1996 foi aprovado o Fundo de Estabilização Fiscal (FEF). Em 2000 foi aprovada a Desvinculação de Recursos da União (DRU) que foi prorrogado em 2003 e em 2007 com vigência até dezembro de 2011, e em 2011 houve prorrogação até dezembro de 2015 mediante a Emenda Constitucional nº 68, nova prorrogação a partir da PEC 31/2016, com encerramento previsto para 2023.
Dos R$ 1,8 trilhão que devem ser arrecadados pelos fundos em 2005, R$ 1,1 trilhão ficarão para o Tesouro, graças à Desvinculação de Receitas da União (DRU).